# Papà, mammà, mia moglie ed io
Papà, mammà, mia moglie ed io (Papa, maman, ma femme et moi...) è un film del 1955 diretto da Jean-Paul Le Chanois.
Si tratta del sequel del film Papà, mammà, la cameriera ed io... (Papa, maman, la bonne et moi...), film del 1954 diretto dallo stesso Jean-Paul Le Chanois.